# Сердинов, Андрей Викторович
Сердинов, Андрей Викторович (укр. Сердінов Андрій Вікторович, род. 17 ноября 1982, Луганск) — украинский пловец. Бронзовый призёр чемпионатов мира в Барселоне и Монреале на дистанции 100 м баттерфляем. Бронзовый призёр Олимпийских игр в Афинах в 2004 году на дистанции 100 м баттерфляем. Бронзовый призёр в комбинированной эстафете на чемпионате мира в Шанхае в 2006 году.
Чемпион Европы на дистанции 100 м баттерфляем в Мадриде и Будапеште. Чемпион Летней Универсиады в 3-х дистанциях в 2003 году. Специализируется в плавании баттерфляем на дистанциях 50м и 100 м.

## Ранние годы
Андрей Сердинов родился и вырос в городе Луганске. Начал заниматься плаванием в 6 лет в бассейне «Трудовые резервы». После 4-го класса перешел в спортивный класс, в 5-м и 6-м учился в спортшколе № 26 (Луганск).
Первым тренером стал Твердушкин Иван Семенович. К 7-му классу Сердинов перевелся в «Училище олимпийского резерва» (ЛУОР), которое закончил в 2000 году. Там он продолжил тренировки под руководством заслуженного тренера Украины Булкина Эдуарда Сергеевича. В дальнейшем именно он был рядом со спортсменом вплоть до завершения его спортивной карьеры в 2009 году.
Вторым тренером в национальной сборной команде Украины по плаванию, стал заслуженный тренер Украины и Болгарии Сивак Иван Григорьевич.

## Спортивная карьера и общественная деятельность
- С 1998 по 2009 год был членом национальной сборной команды Украины по плаванию.
- С 2002 по 2006 год заключил эксклюзивный контракт, став представителем и официальным лицом итальянской компании «DIANA» (специализированная одежда для плавания).
- В 2009—2013 году — директор Дворца водных видов спорта спортивного комплекса «Метеор», ГП ПО «ЮМЗ им. А. М. Макарова». (Днепр).
- С 2013 по 2016 год был главным тренером национальной сборной команды Украины по плаванию.
- В 2016—2017 годах работал спортивным директором в международной компании «Академия Александра Попова» (Екатеринбург), специализирующейся на строительстве и реконструкции бассейнов. В рамках занимаемого поста занимался организационными вопросами и проведением всероссийских соревнований по плаванию «Кубок Александра Попова».
- С 2017 по 2018 год был в должности спортивного директора компании «Атлетта» Санкт-Петербург, специализирующаяся на организации и проведении спортивных лагерей, конференций, мастер-классов.
- В 2018 году основатель и соучредитель компании «Daily Sport» с долевым участием 51 % на 49 %, которая является организатором спортивных сборов, лагерей, семинаров с участием известных спортсменов. Покинул компанию в 2019 году.
- В 2019 году открыл компанию «Аква Спорт»[1]. Фирма специализируется на организации спортивно-оздоровительных лагерей по плаванию для детей, проведении различных спортивных соревнований, мастер-классов, тренировок под руководством призёров Олимпийских игр, чемпионов Мира и Европы. Является её бессменным руководителем и по сей день. Помимо этого, работает комментатором спортивных мероприятий на телевидении, занимался организацией и проведением конференций по плаванию в Казахстане, в Киеве. Является преподавателем Высшей школы тренеров г. Минск. В период с 2008 по 2016 год входил в состав президиума федерации плавания Украины. В период с 2013 года по 2016 занимал позицию председателя тренерского совета федерации плавания Украины.

## Рекорды и достижения
- На Чемпионате Украины (г. Николаев) 26 марта 1998 года выполнил норматив «Мастера Спорта Украины».
- В 1999 году в составе национальной сборной команды Украины выиграл золотую медаль на чемпионате Европы среди юниоров, который проходил в г. Москва (Россия) в бассейне «Олимпийский».
- На чемпионате Европы (г. Хельсинки) в 2000 году выполнил норматив «А» и занял 6 место в финале на дистанции 100 баттерфляй, что позволило получить лицензию для участия в Олимпийских играх 2000 года в г. Сидней (Австралия). В составе сборной команды Украины завоевал бронзовую награду в эстафетном плавании 4х100 метров комбинированная.
- Также в 2000 году выполнил норматив Мастера спорта международного класса по плаванию.
- На чемпионате Европы среди юниоров в 2000 году в г. Дюнкерк (Франция), на этих соревнованиях завоевал две золотых награды на дистанциях 50 и 100 баттерфляй и установил два юношеских рекорда чемпионатов Европы.
- В 2001 году на Всемирной Универсиаде в Корее занял 2 место на дистанции 100 м баттерфляй, уступив всего 0,1 секунды победителю.
- В 2002 году занял второе место на чемпионате Европы в г. Берлин (Германия) на дистанции 100 м баттерфляй с результатом 52,28.
- В 2003 году выиграл два первых места на Всемирных военных играх на дистанциях 50 и 100 метров баттерфляй. Сердинов Андрей является капитаном запаса вооруженных сил Украины.

Представлял Украину на трех Олимпиадах:
1. Сидней (2000 г.)
2. Афины (2004 г.). Команда с его участием стала финалистом в эстафете «4 по 100 метров комбинированная», заняв в общем рейтинге 6-е место. Сердинов завоевал бронзовую медаль в плавании на 100 метров стилем баттерфляй.
3. Пекин (2008 г.). Занял 7-е место в финале, показав результат 51, 59 с на дистанции 100 м баттерфляем.

Является трехкратным рекордсменом Европы по плаванию 100 м баттерфляй, а также эстафеты 4 по 100 метров комбинированная (Шанхай, 2006 г.). В Шанхае на «Чемпионате мира по плаванию на короткой воде» команда с участием Андрея Сердинова в категории «Комбинированная эстафета» (4х100 м), завоевала бронзу с результатом 3:28:62.
Завершил спортивную карьеру в 2009 году после Олимпийских игр в Пекине, где показал свой лучший результат на дистанции 100 м баттерфляй — 51,10.

## Рекорд чемпионата мира и Олимпийских игр
25 июля 2003 года Андрей Сердинов в полуфинале на Чемпионате мира по водным видам спорта (FINA World Championship, Barcelona) побил мировой рекорд Майкла Клима, который держался с 1999 года, показав результат 51,76 на дистанции 100 метров баттерфляй. Но на том же соревновании его рекорд был побит — Майкл Фелпс, американский пловец, прошел дистанцию за 51,47. На том же соревновании рекорд Фелпса был побит его соотечественником — Ян Крокер показал результат 50.98, установив новый мировой рекорд. За всю историю плавания это уникальный случай когда на одной дистанции и на одних соревнованиях три разных спортсмена проплыли выше рекорда мира. Рекорд мира Сердинова Андрея вошел в историю как рекорд мира, который простоял самое короткое время 300 секунд.
Аналогичная ситуация сложилась на Олимпийских играх в Афинах (2004 г.). Андрей Сердинов установил рекорд Олимпийских игр в полуфинале в первом заплыве на дистанции 100 метров баттерфляй (50,8), но уже во втором заплыве американец Майкл Фелпс улучшил рекорд.

## Образование
В 2000 году поступил в «Луганский национальный педагогический университет имени Шевченко Т. Г.», закончив его в 2005 году по специальности «Физическое воспитание и спорт».
С 2009-го по 2011-й учился в «Международном институте менеджмента» (МИМ-Киев) по специальности «Менеджер бизнес-администрирования».

## Государственные награды, премии и стипендии
- Стипендия Кабинета Министров Украины знаменитым спортсменам, тренерам и деятелям физической культуры и спорта (17.07.2003)[2]
- Орден «За заслуги» ІІІ степени (26.12.2003)[3]
- Почётная грамота Кабинета Министров Украины (16.09.2004)[4]
- Знак отличия Президента Украины орден «За мужество» ІІІ степени (18.09.2004)[5]
- Стипендия Президента Украины выдающимся спортсменам и тренерам Украины по олимпийским видам спорта (04.10.2005)[6]